# پوگوژه (استان اوپوله)
پوگوژه (به لهستانی:  Pogórze) یک روستا در لهستان است که در گمینا بیاوا واقع شده‌است.